# Giro di Toscana 1951
Il Giro di Toscana 1951, venticinquesima edizione della corsa, si svolse il 24 marzo 1951 su un percorso di 260 km. La vittoria fu appannaggio dell'italiano Loretto Petrucci, che completò il percorso in 7h32'31", precedendo i connazionali Giuseppe Minardi e Franco Giacchero.
I corridori che presero il via da Firenze furono 85, mentre coloro che tagliarono il medesimo traguardo furono 40.

## Ordine d'arrivo (Top 10)
| Pos. | Corridore         | Squadra    | Tempo    |
| ---- | ----------------- | ---------- | -------- |
| 1    | Loretto Petrucci  | Taurea     | 7h32'31" |
| 2    | Giuseppe Minardi  | Legnano    | s.t.     |
| 3    | Franco Giacchero  | Girardengo | a 30"    |
| 4    | Luciano Maggini   | Atala      | a 2'41"  |
| 5    | Nedo Logli        | Ganna      | s.t.     |
| 6    | Fiorenzo Magni    | Ganna      | s.t.     |
| 7    | Sergio Maggini    | Atala      | s.t.     |
| 8    | Mario Baroni      | Fréjus     | s.t.     |
| 9    | Vittorio Rossello | Benotto    | s.t.     |
| 10   | Vincenzo Rossello | Atala      | s.t.     |